# Арзамазовка
Арзама́зовка — горная река в Ольгинском районе Приморского края России, левый приток Аввакумовки. Устаревшее китайское название — Да-дун-гоу, русскими переселенцами не употреблялось. Длина — 41 км. Площадь бассейна — 646 км².
На старых топографических картах, а также в трудах Владимира Клавдиевича Арсеньева употребляется название Арзамасовка. Старое название часто употребляется местными жителями.

В период летних дождей вода, стекающая с окрестных гор, переполняет реку и разливается по долине. Самые большие наводнения происходят в нижнем течении Вай-Фудзина, там, где река принимает в себя сразу два притока: Сыдагоу — справа и Арзамасовку — слева. По словам пермцев, умеренные наводнения не только не приносят вреда, но, наоборот, даже полезны, так как после них на земле остаётся плодородный ил. Большие же наводнения совершенно смывают пашни и приносят непоправимый вред.
— Арсеньев Владимир Клавдиевич. По Уссурийскому краю. — Полный текст. — Глава XVII. Деревня Фудин и село Пермское

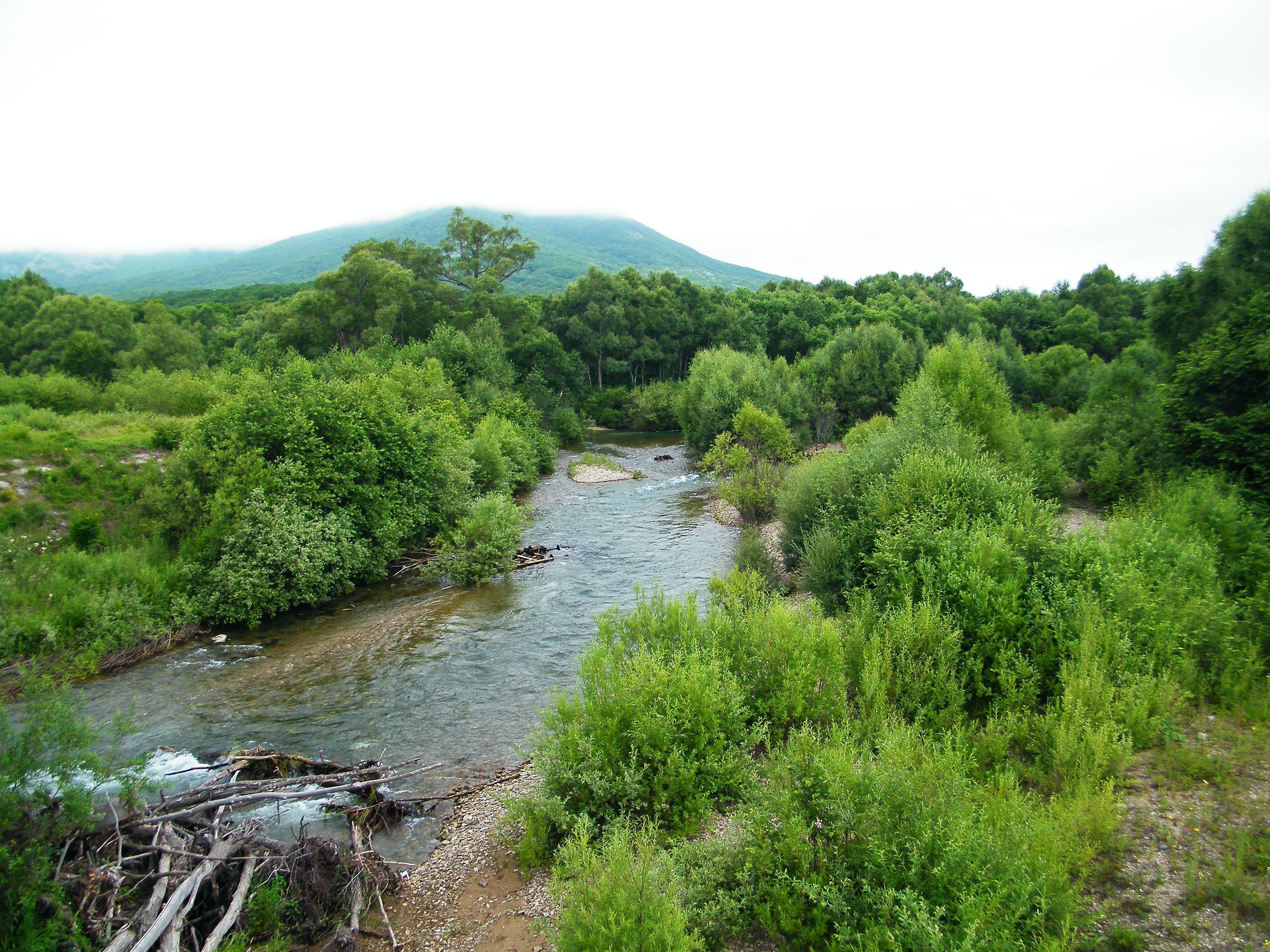
Река Арзамазовка у села Серафимовка.

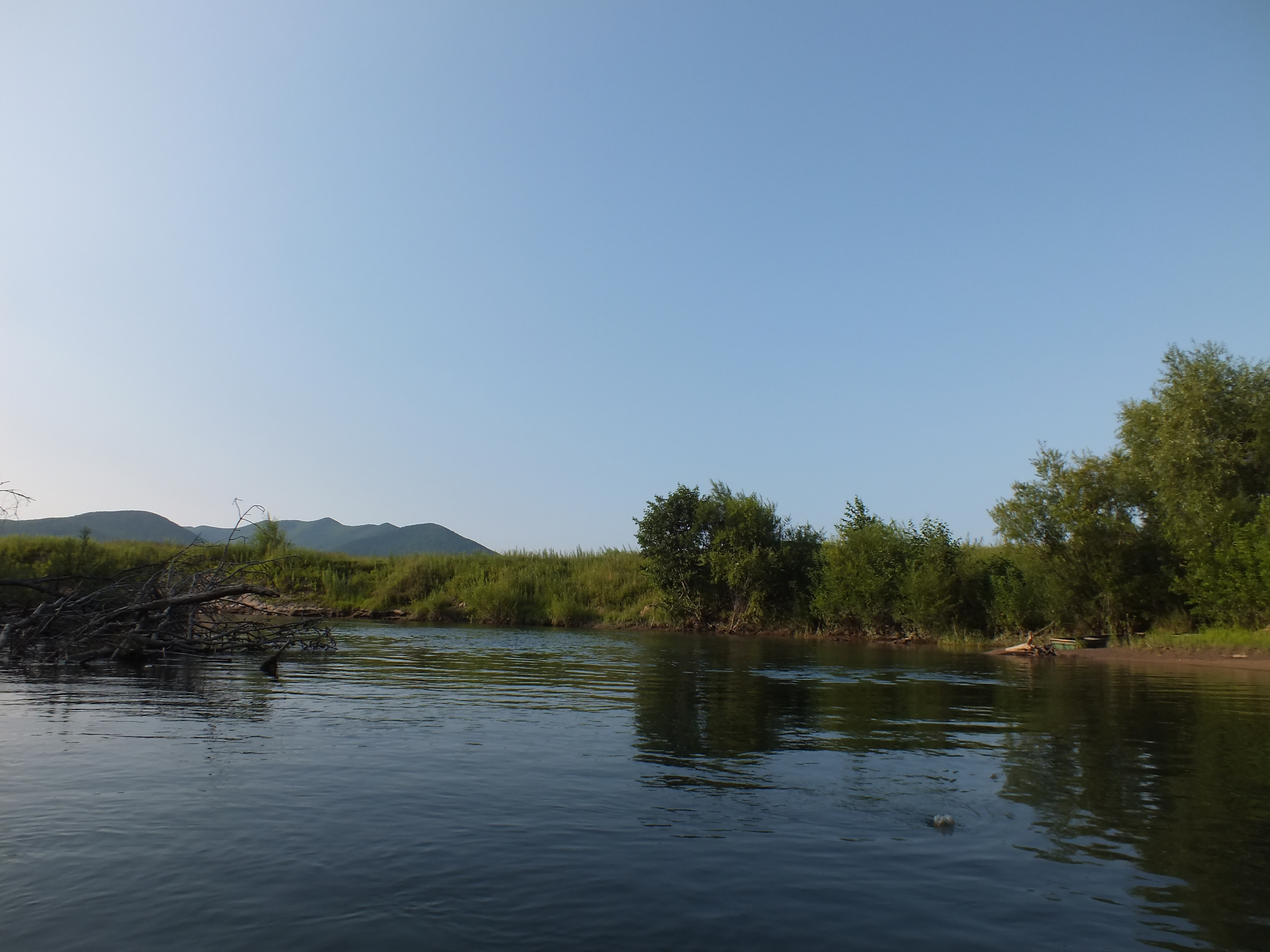
Арзамасовка в нижнем течении. Бутылка на воде — поплавок, стоит браконьерская рыболовная сеть.

Берёт начало на юго-восточных склонах хребта Сихотэ-Алинь (главный водораздел). Образуется слиянием малых горных рек Левая Менная и Правая Менная. Главный приток — река Вымойная, впадает в Арзамазовку справа в окрестностях села Серафимовка (в районе бывшего военного аэродрома).
В летнее время после интенсивных продолжительных дождей уровень воды в реке очень сильно повышается (паводок). Ледостав наступает в середине ноября, освобождается от льда в начале апреля.
Населённые пункты вблизи реки: Серафимовка и Пермское.
Арзамазовку дважды пересекает региональная автотрасса Р447, построены два железобетонных моста. Впадает в Аввакумовку слева в окрестностях села Пермское.
Судоходство отсутствует, наибольшая глубина реки до 2-х метров, наибольшая ширина до 50 метров (в устье). Арзамазовка имеет нерестовое значение. Летом идёт на нерест сима, осенью — кета.